# Silnice II/601
601 je silniční označení  místní komunikace dočasně plnící funkci silnice, která je označována též Průmyslový polookruh. Trasa označovaná číslem 601 se odpojuje ze silnice I/8, dále vede po ulici Kbelská, dále po ulici Průmyslová a potom se napojuje mezi Jižní a Štěrboholskou spojkou (I/2, I/12, E55, E65). Měří 8,4 km.1 Po části této silnice vede mezinárodní E55. Vede přes Hloubětín, Kyje. Nadzemně kříží trasy metra B a C. Začíná na ulici Cínovecká (I/8) a křižuje se z ulicemi Veselská, Prosecká, Čakovická (II/610), Mladoboleslavská, Novopacká (Vysočanská radiála, I/10), Kolbenova, Poděbradská, Českobrodská (I/12), Teplárenská, Tiskařská a s Jižní a Štěrboholskou spojkou, kde končí.
Na trase je 6 čerpacích stanic. Komunikace se kříží s třemi kolejišti. Na trase je 8 světelných signalizací. Na trase jsou autobusové zastávky Nový Hloubětín, Českobrodská (směr Chodov), Perlit, Spalovna Malešice a Zamenhofova (směr Ďáblice). Na trase jsou dvě odpočívky. Maximální rychlost je 80 km/h, někde 50 km/h.

## Vodstvo na trase
- Řeka Rokytka